# Castulo xanthomelas
Castulo xanthomelas là một loài bướm đêm thuộc phân họ Arctiinae, họ Erebidae.